# 安道尔
安道尔公国（加泰隆尼亞語發音：[pɾinsiˈpad dənˈdorə]），又譯安道尔侯国、安道爾親王國，通稱安道爾（加泰隆尼亞語發音：[ənˈdorə] ⓘ），是一個微型国家，国土面积468平方公里，是現今歐洲大陸僅存的采邑主教國，位于比利牛斯山脉东南部，毗邻法国和西班牙。首都為安道尔城。官方语言为加泰罗尼亚语，通用语言为西班牙语和法语。国内居民多信奉天主教。
安道尔高山峡谷遍布全境，全国平均海拔高达1,100（3,600英尺），是欧洲地势最高的国家。
安道尔宪法规定，安道尔为君主立宪制国家，首相为政府首脑。安道尔没有军队和自卫队，只存在警察，所以国防由法国和西班牙一起负责。安道尔主要有两大政党：安道尔民主主义者党（Demòcrates per Andorra）和社会民主党（Partit Socialdemòcrata），安道尔民主主义者党现为安道尔的执政党。安道尔的旅游業、商业及金融业极其发达，服务业在1950年代很快取代了传统农牧业，成为经济支柱。安道尔的旅遊業相當發達，亦為避稅天堂，因属山地气候，冬季寒冷漫长，高山积雪一年可达8个月，是個名副其实的滑雪胜地。安道尔也是全世界國民預期壽命第四長的國家。其國際代碼為AD。

## 名称
“安道爾”（Andorra）源自納瓦拉的andurrial，意含為覆蓋灌木的土地（shrub-covered land）。安道尔本名，字面意义为「安道拉谷地」，大概因其境内有多条山谷。

## 历史
傳說法兰克王国查理大帝為回報安道尔人与摩尔人作战，頒布特許狀，在安道爾設立教區，命西班牙乌赫尔的伯爵擔任主教一職。11世纪時，乌赫尔主教和法蘭西王国开始争论安道尔的主权问题。
1278年双方达成协议，安道爾由法国富瓦伯爵和乌赫尔主教兩方共同擁有主權（協議內的範圍是今日安道爾政治和國土的雛型），後來富瓦伯爵的主權轉到纳瓦拉國王手中，法王亨利四世于1607年下令法国国家元首与乌赫尔主教同时擁有安道尔的主权。1812年隨著拿破崙入侵西班牙，安道尔以及西班牙的加泰羅尼亞被法蘭西第一帝國吞併。半島戰爭結束后恢復獨立。
1933年法蘭西第三共和國以世界經濟大蕭條導致社會動盪之名，佔領安道爾。在1934年7月12日，俄罗斯冒险家鲍里斯·斯科瑟廖夫於烏赫爾向大眾宣佈，他擁有安道爾的主權，同時對烏赫爾主教宣戰。但他在八天之後的7月20日即被西班牙當局逮捕，并立刻被驅逐出境。1936到1940年間，法國因西班牙內戰而派兵駐守安道爾。
二戰期間，安道爾維持中立，成為维希法国與西班牙之間的走私重鎮，西班牙佛朗哥政權亦曾想佔領安道尔，但最終沒有這樣做。
安道尔长时间与世隔绝，只保持對法国和加泰罗尼亚的关系。近年来安道爾致力改善交通和通訊，並大力發展旅遊業。1993年，安道爾舉行公投，通過安道爾憲法，並成為聯合國的一員。

## 政治
安道爾憲法於1993年生效，憲法定明安道爾採君主立憲制，安道爾大公為國家元首設置兩位，分別是法國總統（現任：艾曼紐·馬克宏）與加泰隆尼亞羅馬天主教烏赫爾教區的主教（現任：霍安·恩里克·比韋斯·西西利亞），大公為虛位元首 。立法由安道尔总委员会負責，总委员会設有28个席位，一半由全國選舉選出，另一半則由各地區選出。政府由总委员会多數黨組成。安道爾的國防由法國和西班牙負責。

## 外交
安道尔自1993年实行外交自主化以来，至今已与159个国家建立了外交关系。
1993年6月3日，安道尔与法国和西班牙簽署合作协议，法、西两国宣布承认安道尔为主权国家并同其建立外交关系。同年7月28日，安道尔加入联合国，此后又陆续加入了国际电信联盟、国际劳工组织、国际红十字会、世界卫生组织、世界知识产权组织、联合国旅游组织、欧洲委员会、欧洲安全和合作组织、国际民航组织、伊比利亚美洲首脑会议等22个国际和地区组织。
2019年，安道尔当选联合国粮农组织理事会成员，承办了联合国儿童基金会全球年会，并于2020年主办了第27届伊比利亚美洲首脑会议。

## 行政区划

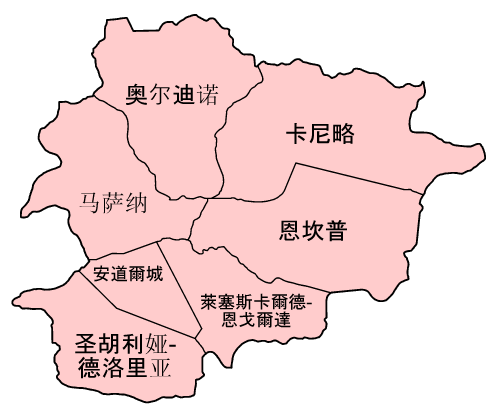
安道尔一级行政区划图

安道尔分為七个堂区：
- 安道尔城
- 卡尼略
- 恩坎普
- 埃斯卡尔德斯-恩戈尔达尼
- 马萨纳
- 奥尔迪诺
- 圣胡利娅-德洛里亚

## 地理

安道尔地形图

安道尔位于比利牛斯山东部，境内高山环绕，地形崎岖，平均海拔是1,996（6,549英尺），最高峰科马佩德罗萨山，海拔2,946（9,665英尺）。整个国家被三条Y形的狭谷分割，最終会合成瓦利拉河並流向西班牙的加泰罗尼亚。安道尔氣候屬於山地气候，因境內地勢影響，夏季涼爽，大部分地区冬季漫长寒冷，年平均气温攝氏9.1 °C（48.4 °F）。

## 經濟

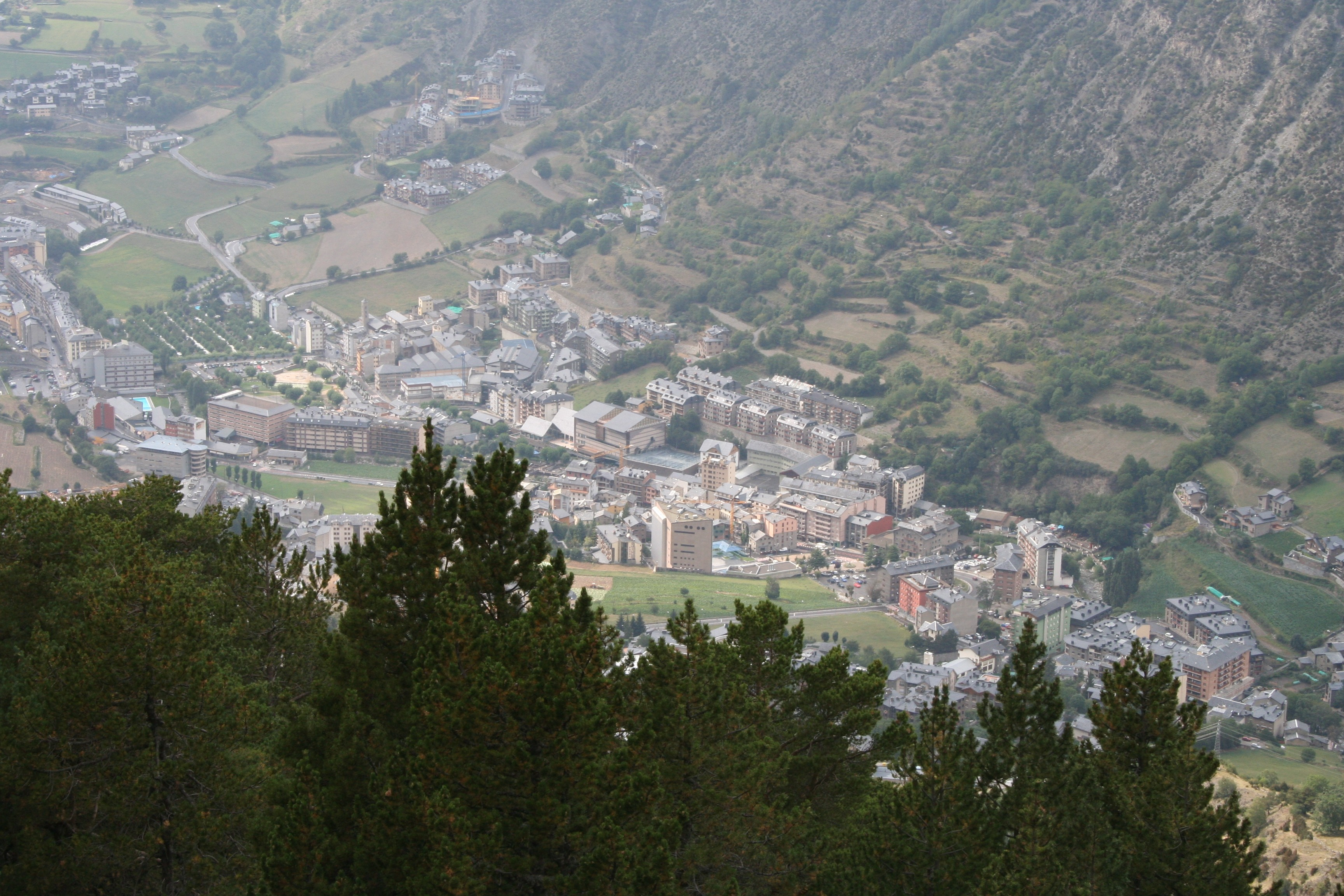
恩坎普

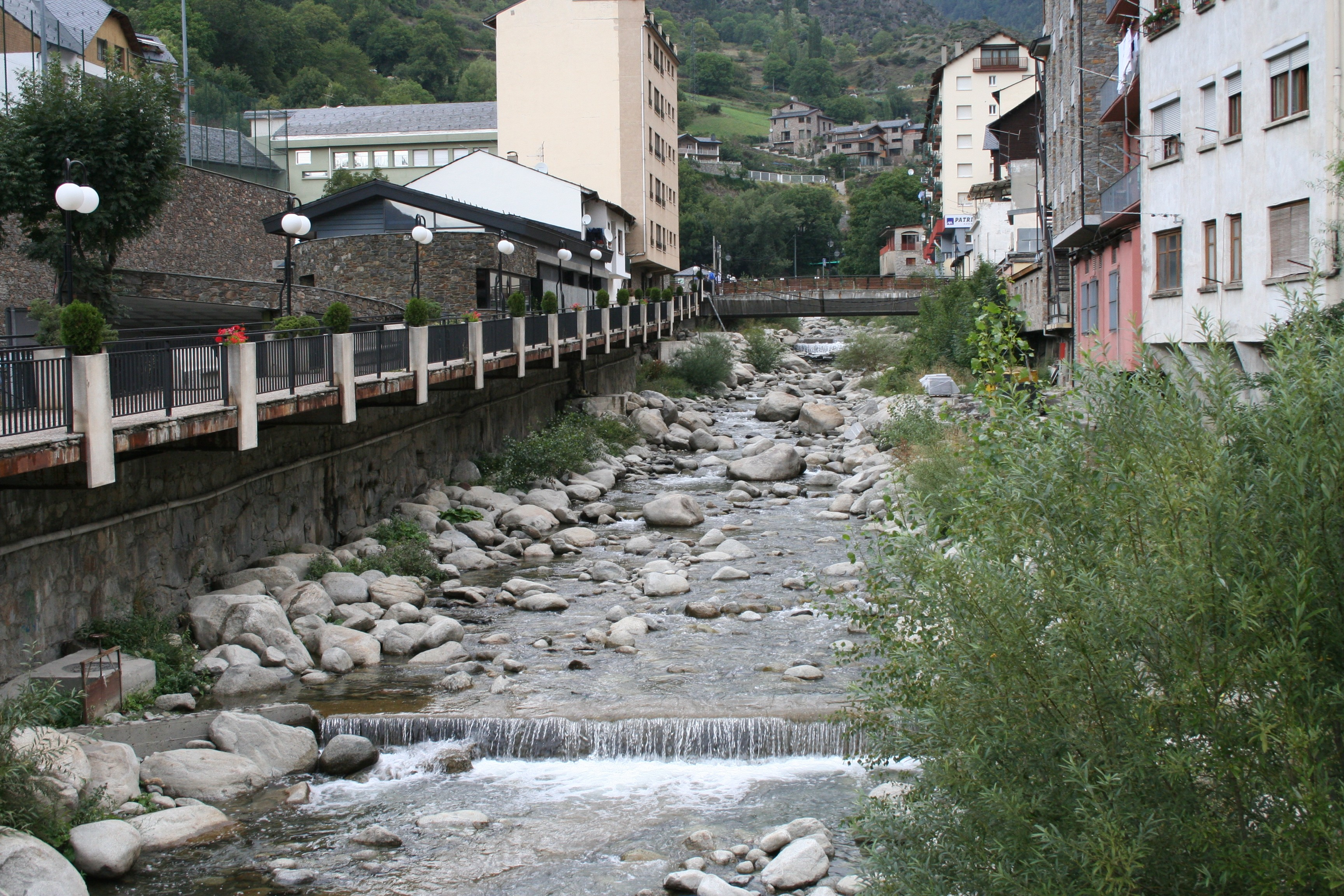
Valira d'Orient村

旅遊業佔GDP的80%，為安道尔經濟的主要來源。每年約有九百萬人因免稅及冬夏兩季的度假設施前往安道爾旅遊。近來因法國和西班牙加泰罗尼亚在其境內實施經濟改革，令安道爾失去一些優勢。
作为免稅天堂，安道尔的金融业也很重要。農產品因僅有2%土地可耕種的關係，大多數自國外進口；畜牧業以羊為主，工业产品主要有香菸和家具。
安道尔並非欧盟成員國，但兩者間有特殊关系（歐盟對安道爾出口的產品實施零關稅）。此外安道爾本身並無貨幣，1999年之前採用法國法郎及西班牙比塞塔，之後使用歐元。安道爾於2011年6月30日與歐盟達成協議前不能自製歐元。安道爾自2013年起鑄造自身的歐元，總額為230萬歐元。
自然資源有水力發電、礦泉水、木材、鐵礦及鉛等。

## 人口
安道爾只有33%的人口是安道爾人，外國僑民以西班牙人為主（佔43%），還有葡萄牙人（11%）和法國人（7%）等。

## 語言
官方語言為加泰羅尼亞語，與加泰羅尼亞相同。多數民眾亦能通西班牙語。英語、法語是當地最重要的外語。

## 宗教
安道爾憲法保障個人宗教信仰和言論自由。安道爾的主要宗教為基督教（90.8%），最大的基督教教派為天主教（85.5％），只有天主教會才具有宗教團體的合法地位；所有其他宗教信仰均在政府註冊為文化協會，並根據安道爾的社團法開展活動。其他基督教派別包括新教聖公宗、歸正宗、新使徒教會等，和根源於基督教的非主流教派如統一教會、耶和華見證人。其他少數宗教有伊斯蘭教（主要為北非穆斯林移民）、印度教和巴哈伊教，另外大約100名猶太人住在安道爾。

## 體育
安道尔以其在冬季运动项目上的表现而著称。流行的体育项目包括足球、英式橄榄球、篮球和滑轮曲棍球。
安道尔参加滑轮曲轮球欧洲杯及世界杯的比赛。2011年，安道尔主办了当届欧洲联赛的八强赛。
由于国内人口少，安道尔国家足球队在国际赛事中战绩不佳。安道尔足球总会成立于1994年，负责组织足球（包括甲级联赛、安道尔杯、安道尔超级杯）及室内五人制足球的国家级比赛。安道尔城的俱乐部安道尔FC，成立于1942年，目前征战于西班牙联赛。
橄榄球是安道尔的传统运动，这是因为受到法国南部的影响。绰号“Els Isards”的安道尔国家橄榄球队在英式橄榄球和七人制橄榄球的国际赛场上都有亮眼表现。安道尔城的橄榄球队“VPC安道尔XV”参加法国冠军杯的比赛。
篮球运动自1990年代起在安道尔逐渐流行，当时安道尔篮球队是西班牙篮球甲级联赛的成员。阔别18年后，该队于2014年重返西甲联赛。
安道尔国内开展的其他项目还包括自行车、排球、柔道、澳式橄榄球、手球、游泳、体操、网球和赛车。2012年，安道尔组成了第一支板球队伍，史上第一场比赛是主场迎战荷兰俱乐部“Fellowship Of Fairly Odd Places Cricket Club”，这场比赛在海拔1300米的场地进行。
安道尔于1976年第一次参加奥运会，此后每一届冬奥会都不曾缺席。安道尔还参加欧洲小国运动会，并且于1991年及2005年两度承办该赛事。
作为加泰罗尼亚文化区的一部分，安道尔也拥有一支叠人塔队伍。安道尔人塔队由加泰罗尼亚人塔协会组织，其大本营在小城圣科洛马。

### 重要成绩
Ariadna Tudel Cuberes和Sophie Dusautoir Bertrand在2009年欧洲滑雪登山锦标赛女子团体比赛中获得铜牌。Joan Verdu Sanchez在2012冬季青年奥运会上获得了高山滑雪的铜牌。2015年，Marc Oliveras在世界大学生冬季运动会上获得高山滑雪银牌，而Carmina Pallas斩获女子组一银一铜两枚奖牌。

## 相關主題
- 安道爾通訊
- 安道爾公民婚姻
- 安道爾郵政服務
- 安道爾旅遊
- 安道爾交通
- 安道爾國民的平均壽命

### 引用
1. 1 2  . 中央情报局.   [2012-08-26]. （原始内容存档于2020-05-15）.
2. ↑  . www.thearda.com.
3. ↑  . ABC-CLIO. 2019. ISBN 9781440839337.
4. ↑  Temperman, Jeroen. . BRILL. 2010. ISBN 9789004181496. ... guarantees the Roman Catholic Church free and public exercise of its activities and the preservation of the relations of special co-operation with the state in accordance with the Andorran tradition. The Constitution recognizes the full legal capacity of the bodies of the Roman Catholic Church which have legal status in accordance with their own rules.
5. ↑  Temperman, Jeroen. . BRILL. 2010. ISBN 978-90-04-18149-6. ... guarantees the Roman Catholic Church free and public exercise of its activities and the preservation of the relations of special co-operation with the state in accordance with the Andorran tradition. The Constitution recognizes the full legal capacity of the bodies of the Roman Catholic Church which have legal status in accordance with their own rules.
6. 1 2 3 4  . World Economic Outlook Database. International Monetary Fund (IMF). April 2022  [2022-07-29]. （原始内容存档于2022-07-29） （英语）.
7. ↑   (PDF). Estadistica.ad.   [2012-11-25]. （原始内容 (PDF)存档于2013-11-13）.
8. ↑   (PDF). UNITED NATIONS DEVELOPMENT PROGRAMME.   [2019-12-20]. （原始内容存档 (PDF)于2020-04-16）.
9. ↑  Posted by euroHOBBY on July 3, 2011 at 18:30. . myeurohobby.eu.   [2019-07-01]. （原始内容存档于2020-06-24） （英语）.
10. ↑  Liu, Joseph. . Pew Research Center. 2011-12-19  [2025-02-19]. （原始内容存档于2025-04-18） （美国英语）.
11. ↑  . Encyclopedia.com. Encyclopedia.com.   [2016-11-22]. （原始内容存档于2021-03-07）.
12. ↑  . International – Regions – Southern Europe. The Association of Religion Data Archives. 2005  [2009-07-04]. （原始内容存档于2020-04-12）.
13. ↑  .  Online. Wolfram – Alpha (curated data). 2010-03-13  [2018-08-15]. （原始内容存档于2012-03-08）.
14. ↑  . State.gov. 2005-11-08  [2013-08-09]. （原始内容存档于2012-01-13）.

## 外部連結
- （安道尔政府网站）（文）
- http://visitandorra.com/en/home/ （页面存档备份，存于） - 安道尔旅游“访问安道尔”（英文）